# Anna Hopkins
Anna Hopkins (Montréal, 12 febbraio 1987) è un'attrice canadese.

## Biografia
È conosciuta principalmente per i suoi ruoli televisivi, il suo primo ruolo importante lo ottiene nel 2005 agli inizi della sua carriera, interpretando Katerina nella miniserie Human Trafficking - Le schiave del sesso.
Ha interpretato Samantha Clayton nella serie Arrow.
Nel 2010 recita nel film La versione di Barney
Dal 2014 al 2015 interpreterà  il ruolo di Berlin nella  serie televisiva Defiance, inoltre otterrà una parte nel film Cenerentola in passerella. Nel 2018 reciterà la parte di Teresa Langana nella seconda stagione di Bad Blood e, sempre nello stesso anno, interpreta il ruolo di Lilith nella terza stagione della serie originale di Freeform, Shadowhunters recitando la parte fino al 2019.

## Filmografia

### Cinema
- La versione di Barney (Barney's Version), regia di Richard J. Lewis (2010)
- The Grand Seduction, regia di Don McKellar (2013) - voce
- It Was You Charlie, regia di Emmanuel Shirinian (2013)
- Les maîtres du suspense, regia di Stéphane Lapointe (2014)
- Cenerentola in passerella (After the Ball), regia di Sean Garrity (2015)
- Jean of the Joneses, regia di Stella Meghie (2016)
- Red Rover, regia di Shane Belcourt (2018)

### Televisione
- Human Trafficking - Le schiave del sesso (Human Trafficking) - miniserie TV, 4 episodi (2005)
- Tracce di un delitto (Circle of Friends) - film TV, regia di Stefan Pleszczynski (2006)
- The Dead Zone - serie TV, episodio 6x13 (2007)
- Too Young to Marry, regia di Michel Poulette – film TV (2007)
- Killer Wave - miniserie TV, episodi 1x1 e 1x2 (2007)
- Marcie, una detective fuori controllo (Marcie, una detective fuori controllo) - film TV, regia di Jean-Claude Lord (2009)
- Nikita - serie TV, episodio 3x9 (2013)
- Lost Girl - serie TV, episodio 5x6 (2015)
- Defiance - serie TV, 21 episodi (2014-2015)
- Arrow - serie TV, 5 episodi (2014-2017)
- The Flash - serie TV, episodi 1x8 e 2x8 (2014-2015)
- Ransom - serie TV, episodi 1x2 e 1x4 (2017)
- Lâcher prise - serie TV, 1x6 e 1x7 (2017)
- Dark Matter - serie TV, episodio 3x5 (2017)
- Killjoys - serie TV, episodi 4x2 e 4x9 (2018)
- Bad Blood - serie TV, 8 episodi (2018)
- Shadowhunters - serie TV, 14 episodi (2018-2019)
- The Expanse - serie TV, 6 episodi (2018-2020)
- Transplant - serie TV, episodio 1x7 (2020)
- For the Record - serie TV, episodi 1x1 e 1x2
- L'isola delle ombre (Island of Shadows) - film TV, regia di Leo Scherman (2020)

### Cortometraggi
- Stranger, regia di Raffi Asdourian (2005)
- Reality Check, regia di Alexandre Bernard (2007)
- Cazzette: Sleepless, regia di Peter Huang (2014)
- Julia Julep, regia di Alana Cymerman (2014)
- Girl Couch, regia di Clara Altimas (2015)
- Never Happened, regia di Mark Slutsky (2015)
- The Boy, regia di Peter Huang (2015)
- Final Offer, regia di Mark Slutsky (2018)
- The Give and Take, regia di Anna Hopkins (2018)

### Doppiatrice
- Tom Clancy's Splinter Cell: Conviction - videogioco (2010)
- Watch Dogs - videogioco (2014)

## Doppiatrici italiane
Nelle versioni in italiano delle opere in cui ha recitato, Anna Hopkins è stata doppiata da:
- Federica De Bortoli ne La versione di Barney
- Patrizia Mottola ne L'isola delle ombre
- Alessia Amendola in Cenerentola in passerella
- Myriam Catania in Shadowhunters
- Veronica Puccio in Arrow